# Las Margaritas (Panama)
Las Margaritas è un comune (corregimiento) della Repubblica di Panama situato nel distretto di Chepo, provincia di Panama. Si estende su una superficie di 263,6 km² e conta una popolazione di 4.991 abitanti (censimento 2010).